# Nyctimystes dux
Nyctimystes dux – gatunek płaza bezogonowego z podrodziny Pelodryadinae w rodzinie rzekotkowatych (Hylidae). Endemit Nowej Gwinei.

## Taksonomia
Gatunek ten został opisany w roku 2006, po wyodrębnieniu go przez Richardsa i Olivera z blisko spokrewnionego gatunku Litoria graminea. 10 lat później Duellman, Marion i Hedges przenieśli go do rodzaju Nyctimystes.

## Występowanie
Dokładny zasięg występowania tego gatunku nie został jeszcze ustalony. Nie ulega wątpliwości, że zamieszkuje okolicę Yuwong Village na półwyspie Huon (Papua-Nowa Gwinea), ale prawdopodobnie płaz żyje na większym obszarze półwyspu Huon. Odnotowano go na terenach położonych na wysokości około 400 metrów nad poziomem morza.
Siedlisko tego stworzenia to korony drzew w wilgotnym lesie, jednakże schodzi on na poziom gruntu do zbiorników wodnych, by wydać następne pokolenie.

## Status
Ponieważ miejsce życia tego przedstawiciela bezogonowych znajduje się w obszarze chronionym (YUS Conservation Area), nic mu tam poważnie nie zagraża. Sytuacja może okazać się zupełnie inna, jeśli okaże się, że gatunek zajmuje też przyległe obszary, gdzie zagrożeniem byłoby dla niego niszczenie środowiska naturalnego.